# Scaptodrosophila inconspicua
Scaptodrosophila inconspicua är en tvåvingeart som först beskrevs av Johannes Cornelis Hendrik de Meijere 1914.  Scaptodrosophila inconspicua ingår i släktet Scaptodrosophila och familjen daggflugor.